# Comité des finances locales
Pour les articles homonymes, voir CFL.
 (janvier 2020).
Si vous disposez d'ouvrages ou d'articles de référence ou si vous connaissez des sites web de qualité traitant du thème abordé ici, merci de compléter l'article en donnant les références utiles à sa vérifiabilité et en les liant à la section « Notes et références ».
Le comité des finances locales (CFL) a pour objet, en France, de représenter les collectivités territoriales auprès de l'État pour toutes les questions relatives aux finances locales.
Créé par une loi du 3 janvier 1979, il est composé de 32 élus (et leurs 32 suppléants) issus du Parlement français et des collectivités territoriales, ainsi que de 11 représentants de l'État (et leurs 11 suppléants).

## Missions
Le comité est actuellement régi par les articles L.1211-1 et suivants du Code général des collectivités territoriales.
Il a pour mission :
- de déterminer la répartition des dotations et subventions de l'État aux collectivités, en particulier la dotation globale de fonctionnement (DGF)
- de donner un avis sur les décrets, voire sur les projets de loi relatifs aux finances locales.
- de débattre sur des sujets relatifs aux finances locales.

Le comité des finances locales a aussi créé l'Observatoire des finances locales.
Le décret no 2008-994 du 22 septembre 2008 a institué en son sein une commission consultative d'évaluation des normes composée de 22 membres et chargée d'étudier l'impact financier des nouvelles normes juridiques ou techniques, qu'elles soient d'origine communautaire ou nationale.

## Organisation
Son président actuel est André Laignel.